# Pterostylis frenchii
Pterostylis frenchii är en orkidéart som först beskrevs av David Lloyd Jones, och fick sitt nu gällande namn av Andrew Phillip Brown. Pterostylis frenchii ingår i släktet Pterostylis och familjen orkidéer. Inga underarter finns listade i Catalogue of Life.